# Sinflavina
La sinflavina è un disinfettante cromoforo della famiglia delle acridine, che mostra un limitato effetto antibiotico nei confronti dei batteri Gram-negativi.
È un composto incolore, a volte utilizzato per il trattamento di infezioni della cute. La tossicità è bassa.